# 1955 (numero)
Millenovecentocinquantacinque (1955) è il numero naturale dopo il 1954 e prima del 1956.

## Proprietà matematiche
- È un numero dispari.
- È un numero composto da 4 divisori: 1, 5, 17, 23, 85, 115, 391, 1955. Poiché la somma dei suoi divisori (escluso il numero stesso) è 637 < 1955, è un numero difettivo.
- È un numero sfenico.
- È un numero palindromo e un numero ondulante nel sistema posizionale a base 14 (9D9).
- È un numero nontotiente in quanto dispari e diverso da 1.
- È un numero intero privo di quadrati.
- È un numero odioso.
- È parte delle terne pitagoriche  (299, 1932, 1955), (600, 1955, 2045), (828, 1771, 1955), (920, 1725, 1955), (1173, 1564, 1955), (1955, 3036, 3611), (1955, 3348, 3877), (1955, 4284, 4709), (1955, 4692, 5083), (1955, 6468, 6757), (1955, 16560, 16675), (1955, 22440, 22525), (1955, 76428, 76453), (1955, 83076, 83099), (1955, 112404, 112421), (1955, 382200, 382205), (1955, 1911012, 1911013).

## Astronomia
- 1955 McMath è un asteroide della fascia principale del sistema solare.

## Astronautica
- Cosmos 1955 è un satellite artificiale russo.